# Teucholabis distifurca
Teucholabis distifurca är en tvåvingeart som beskrevs av Alexander 1943. Teucholabis distifurca ingår i släktet Teucholabis och familjen småharkrankar.
Artens utbredningsområde är Ecuador. Inga underarter finns listade i Catalogue of Life.